# Évreux Athletic Club (basket-ball)
Pour le club omnisports, voir Évreux Athletic Club.
L'Évreux Athletic Club était un ancien club français de basket-ball ayant évolué dans l'élite du championnat de France. Le club, section du club omnisports le Évreux Athletic Club, est basé dans la ville d'Évreux. 
Son homologue féminin a également connu l'élite.

## Historique
Pendant longtemps un imbroglio rend impossible l'attribution du titre de champion de France 1921. Les diverses sources donnent vainqueur l'Évreux AC ou le Stade français. Le championnat de France n'existe pas encore et la multitude de fédérations, ligues et championnats rend la lecture des palmarès très difficile :
- En janvier 1921 la Ligue Parisienne de la FFA[1], sous l'impulsion du lieutenant Caste du bataillon de Joinville, organise un championnat de basket-ball regroupant des équipes parisienne et une normande (GS Amfreville). Au mois de mai 1921, Caste prend contact avec l'abbé Guédré, président de la commission de basket-ball de l'Union régionale de la Seine, afin d'organiser un tournoi de "championnat national" entre les deux meilleures équipes de la FFA (Stade Français et École Polytechnique) et les deux meilleures équipes "patros" de la FGSPF (Sportive d'Ivry Port et CS Plaisance). Le Stade Français l'emporte en finale face à l’École Polytechnique sur le score de 23 à 17, dans le parc de la Faisanderie à Saint-Cloud.

- L’Évreux AC est lui vainqueur du tournoi de l’Alcazar, qui se déroule le 1er janvier 1922. Officiellement tournoi de "propagande", regroupant le Stade Français, l'EN Arras, le Galia Club de Soissons et L'Évreux AC. Ce dernier l'emporte (25 à 21 face à Soissons) mais il ne fut pas question à l'époque de titre national.

Jusqu'en 1951, le Stade Français est considéré comme le champion de France, mais un colonel en retraite ; René Beaupuis, ancien joueur d'Évreux, conteste ce titre et affirme qu'il doit revenir à son ancien club, vainqueur du tournoi de l'Alcazar auquel a participé le club parisien. Il faut attendre 2002 et une cérémonie en l'honneur d'un vétéran du club de la capitale, Robert Cohu pour rendre officiel l'attribution du titre de 1921 au Stade Français.

## Palmarès
- Tournoi de l'Alcazar 1922